# Caitlin Cary
Caitlin Cary (* 28. Oktober 1968 in Seville, Ohio, USA) ist eine US-amerikanische Musikerin (Geige, Gesang) und Songwriterin aus Raleigh, North Carolina. 

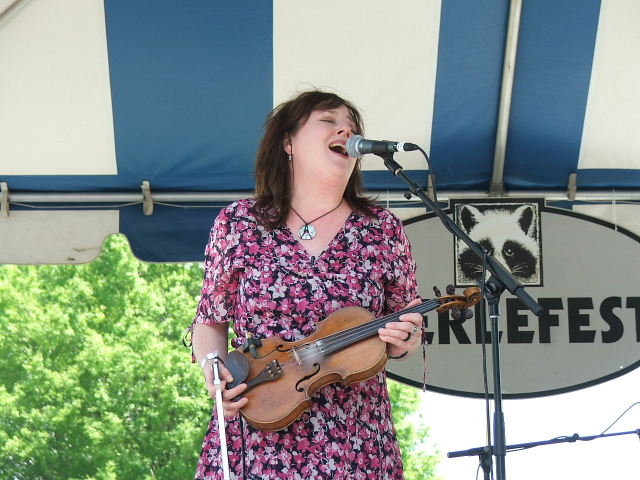
Caitlin Cary (2006)

## Leben
Caitlin Cary stammt aus einer musikalischen Familie und hat sechs ältere Brüder. Ihr Vater arbeitete in seiner Freizeit als Instrumentenbauer. Cary begann schon im Alter von sechs Jahren mit dem Spiel von Geige, sowie von Cembalos, die ihr Vater gefertigt hatte. Später erwarb sie einen Master in Kreativem Schreiben an der North Carolina State University. Dort lernte sie Ryan Adams kennen und gründete mit ihm zusammen 1994 die Band Whiskeytown, die Alternative Country spielten. In wechselnden Besetzungen existierte die Band bis 1999.
Nach der Auflösung der Band begann sie eine Solokarriere. 2000 erschien ihre Debüt-EP Waltzie, die zusammen mit Mike Dalty, mit dem sie bereits bei Whiskeytown zusammenarbeitete, aufgenommen und mit Unterstützung von Ryan Adams über Yep Roc aus Chapel Hill veröffentlicht wurde. Musikalisch blieb Cary dem Alternative-Country-Genre treu.
Nachdem sie zwei Jahre daran gearbeitet hatte, erschien 2002 ihr Debütalbum While You Weren't Looking, das stärker auf den Folk-Bereich ausgelegt ist. der Nachfolger I'm Staying Out wird in nur drei Monaten fertiggestellt. erscheint 2003 und zeigt die Songwriterin gewachsen und selbstbewusster.

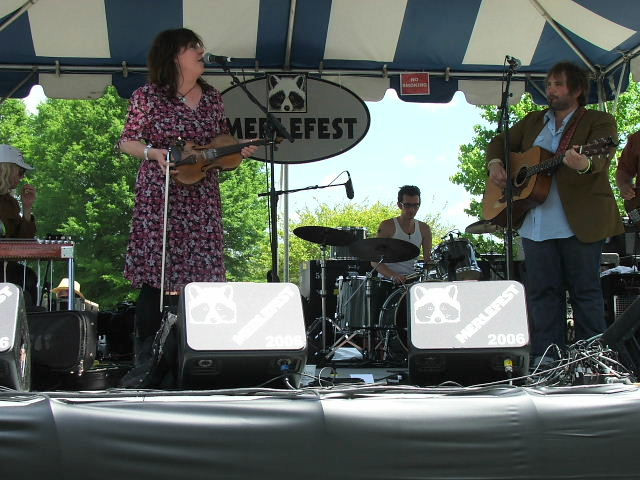
Caitlin Cary und Thad Cockrell (2006)

Sie spielte gemeinsam mit Tonya Lamm (Hazeldine) und Lynn Blakey (Glory Fountain) als Très Chicas das Album Seawater ein. 2005 beteiligt sie sich an Thad Cockrells Album Begonias. Diese Zusammenarbeit brachte den beiden im Jahr 2006 eine Nominierung als bestes Duo bzw. beste Gruppe bei den Americana Music Honors & Awards der Americana Music Association ein. Als Gastmusikerin ist sie auf Alben von Alejandro Escovedo, Kenny Roby und Greg Hawks & the Tremblers beteiligt.
Caitlin Cary ist mit dem Musiker Eric „Skillet“ Gilmore verheiratet, der früher ebenfalls bei Whiskeytown gespielt hatte.

## Rezeption
Die Zeitung The Washington Post verglich das Album von Cary und Cockrell als einen „würdigen Nachfolger der Duette von Johnny Cash und June Carter, George Jones und Tammy Wynette, sowie von Porter Wagoner und Dolly Parton“.
Mary Chapin Carpenter schrieb auf Carys Website, dass sie von dem Album While You Weren't Looking so begeistert war, dass sie 20 Exemplare davon erwarb, um sie an Freunde zu verschenken.

## Diskografie

### Mit Whiskeytown
Siehe Hauptartikel: Whiskeytown#Diskografie

### Solo
- Waltzie (EP, 2000)
- While You Weren't Looking (2002)
- I'm Staying Out (2003)

### Als Tres Chicas
- Sweetwater (2004)

### Mit Thad Cockrell
- Begonias (2005)

### Mit Matt Douglas
- Caitlin Cary & Matt Douglas Are The Small Ponds (2010)

### Mit NC Music Love Army
- We Are Not For Sale: Songs Of Protest (2013)